# Okunjowo (Kaliningrad, Selenogradsk)
Okunjowo (russisch Окунёво, deutsch Nodems) ist ein untergegangener Ort in der russischen Oblast Kaliningrad. Die Ortsstelle befindet sich im Rajon Selenogradsk.

## Geographische Lage
Okunjowo lag an der westlichen Ostseeküste des Samlandes, 36 Kilometer von der Stadt Kaliningrad (Königsberg) entfernt und war über eine heute unwegsame Nebenstraße von Powarowka (Kirpehnen) an der russischen Fernstraße A 192 aus in südwestlicher Richtung zu erreichen. Die nächste Bahnstation war Russkoje (Germau) an der Bahnstrecke Fischhausen–Groß Dirschkeim.

## Geschichte
Bei dem im Jahre 1405 gegründeten und bis 1946 Nodems genannten Ort handelte es sich vor 1945 um einen Ort mit einer Domäne und einem Strandhaus, umgeben von einem großen Park. Gehörte das Dorf zu Beginn der Ordenszeit noch zum bischöflich-samländischen Territorium, so wurde es 1277 vom Orden gegen die Güter Mettkeim (heute russisch: Nowgorodskoje) und Drebnau (Seljony Gai) sowie einem anderen Gut in Thüringen getauscht. Damit befand es sich im Besitz des Landesherrn und wurde später Staatsdomäne. Ab 1710 wurde sie verpachtet und 1805 privatisiert. 1871 kaufte der Bernsteinkaufmann Moritz Becker das Gut Nodems, der 1872 auch das Gut Palmnicken (Jantarny) erwarb.
Im Jahre 1874 kam die Landgemeinde Nodems und der Besitz Nodems zum neu errichteten Amtsbezirk Gauten (heute russisch: Putilowo), der 1930 in „Amtsbezirk Godnicken“ (nicht mehr existent) umbenannt wurde, im Landkreis Fischhausen (1939 bis 1945 Landkreis Samland) im Regierungsbezirk Königsberg der preußischen Provinz Ostpreußen. Am 23. Mai  1894 wurde die Landgemeinde Nodems in den gleichnamigen Gutsbezirk umgewandelt. Am 6. Juli 1901 wurde die Landgemeinde Lesnicken (russisch: Rakuschino, nicht mehr existent) aus dem Amtsbezirk Palmnicken (Jantarny) in den Gutsbezirk Nodems eingegliedert.
Als sein Besitzer Becker das Gut Nodems 1899 wieder verkaufte, machte der Staat wieder eine Domäne daraus. Zusammen mit dem Vorwerk Lesnicken kam die Landfläche auf beachtliche 450 Hektar.
Im Jahre 1910 lebten in Nodems 255 Menschen. Am 30. September 1928 schließlich verlor der Gutsbezirk Nodems seine Eigenständigkeit und wurde in die Nachbargemeinde Rothenen (russisch: Rakitno, nicht mehr existent) eingemeindet.
In Kriegsfolge kam Nodems im Jahre 1945 mit dem nördlichen Ostpreußen zur Sowjetunion und erhielt 1947 die russische Bezeichnung Okunjowo. Gleichzeitig wurde der Ort in den Dorfsowjet Logwinski selski Sowet im Rajon Primorsk eingeordnet. Später gelangte der Ort in den Powarowkski selski Sowet. Er wurde vermutlich um 1980 verlassen.

## Nodemser Schlucht („Schwedenschanze“)
Nodems war vor 1945 bekannt durch seine auch „Schwedenschanze“ genannte Schlucht, die im Norden des Dorfes lag. Durch sie floss der kleine Bach Kuyck oder auch Kuckhe in die Ostsee. An der Landspitze befanden sich Reste eines prußischen Walls, der aber schon vor mehr als hundert Jahren größtenteils in das Wasser gerutscht war. Der Strand wies hier eine Breite von 150 Metern auf.

## Kirche
Die Bevölkerung von Nodems war vor 1945 fast ausnahmslos evangelischer Konfession und somit in das Kirchspiel der Pfarrkirche in Germau (heute russisch: Russkoje) im Kirchenkreis Fischhausen (Primorsk) in der Kirchenprovinz Ostpreußen der Kirche der Altpreußischen Union eingegliedert.